# Eksterytorialny system uzupełniania wojsk
Eksterytorialny system uzupełniania wojsk - uzupełnienie stanu osobowego wojsk nie z obszaru danego okręgu wojskowego, lecz z obszarów innych okręgów przez dostarczanie powoływanych kontyngentów do rejonów dyslokacji, formowania lub rozwijania związków i oddziałów.